# Projeto de Carlos Cascaldi, João Vilanova Artigas, Mário Wagner Vieira da Cunha, Paulo de Camargo e Almeida para o Plano Piloto de Brasília
O Projeto de Carlos Cascaldi, João Vilanova Artigas, Mário Wagner Vieira da Cunha, Paulo de Camargo e Almeida para o Plano Piloto de Brasília foi um dos projetos submetidos ao Concurso Nacional do Plano Piloto da Nova Capital do Brasil. A equipe de arquitetos da Escola Paulista liderada por Artigas contava com, além dos quatro arquitetos principais, o apoio dos arquitetos Heitor Ferreira de Souza, Júlio Roberto Katinsky, Mário Alfredo Reginato e Ubirajar Gilioli, além de diversos outros profissionais de várias áreas do conhecimento.
O projeto da equipe de Artigas, que foi a proposta 1, terminou o concurso no quinto lugar entre 26 propostas submetidas, empatado com outras duas equipes, a de Henrique E. Mindlin e Giancarlo Palanti e a Construtécnica S/A de Milton C. Ghiraldini. O concurso foi vencido pela proposta 22 de Lúcio Costa, que foi elogiada por Artigas, diferente da proposta da própria equipe, que ele acho insatisfatória. Apesar disso, a proposta da equipe de Artigas foi divulgado em diversas revistas de arquitetura da época como Módulo, Habitat e Acrópole.

## Antecedentes
A transferência da capital federal do Rio de Janeiro para uma nova cidade no Planalto Central havia se tornado a meta-síntese do governo do presidente Juscelino Kubitschek. Tendo vencido as resistências políticas e as burocracias, o presidente pediu a Oscar Niemeyer, seu arquiteto de confiança, que projetasse a nova capital. Entretando, Niemeyer não quis fazer o projeto urbanístico, ficando apenas com os edifícios. Para projetar a cidade, ele sugere a criação de um concurso nacional com a participação do Instituto de Arquitetos do Brasil, o que é aceito por Juscelino.
Assim, em 1956 foi criada a Comissão de Planejamento da Construção e da Mudança da Nova Capital Federal, que anunciou o Concurso Nacional do Plano Piloto da Nova Capital do Brasil, com o edital da Companhia Urbanizadora da Nova Capital (Novacap) estabelecendo as regras que incluíam, por exemplo, que a cidade fosse projetada para 500 mil habitantes e a localização da área de cinco mil quilômetros quadrados. 62 concorrentes participaram do concurso, com 26 propostas apresentadas, entre elas a da equipe de arquitetos liderada por Vilanova Artigas, que mais tarde seria conhecido como um dos grandes nomes da Escola Paulista.

## Proposta
Apesar de ainda ter fortes influências da arquitetura moderna, como a grande e rígida setorização, a proposta da equipe de Artigas propunha um projeto de densidade baixa com uma certa união entre zona urbana e rural com grandes áreas verdes numa estrutura em malha, que remetia ao projeto de Chandigarh.
A proposta definiu duas escalas, a local, setorizada para as funções administrativas governamental e cotidiana, e a regional, que serviria para o abastecimento e reorganização do território com as zonas rurais e com as cidades satélites. A equipe também deu grande importância aos estudos populacionais, sendo bastante realista para a época e direcionando a atenção do desenho para a habitação.

## Críticas

### Júri
O júri apreciou os dedicados estudos populacionais da equipe, mas criticou as superquadras do projeto - que eram todas iguais - e o isolamento da parte comercial. Também foi destacada a falta de aproveitamento da parte alta da cidade, a a baixa densidade populacional e da dificuldade para a expansão das cidades satélite.

### Artigas
Após o fim do concurso, Vilanova Artigas evitou falar sobre ele, tendo uma notória insatisfação com o resultado final. O filho dele, Júlio Camargo Artigas, declarou que o pai concordava com a vitória de Lúcio Costa e não gostava do seu projeto, e o achava limitador demais.